# FK Palanga
Futbolo klubas Palanga là một câu lạc bộ bóng đá tương đối mới của Litva, Palanga. Chơi trong bộ phận ưu tú kể từ năm 2018.

## Thành tích
- Pirma lyga (D2)

2017
- Cúp bóng đá Litva

## Mùa
| Mùa  | Trình độ | Liga       | Không gian | Liên kết ngoài |
| ---- | -------- | ---------- | ---------- | -------------- |
| 2011 | 3.       | Antra lyga | 1.         | [ 1 ]          |
| 2012 | 2.       | Pirma lyga | 8.         | [ 2 ]          |
| 2013 | 2.       | Pirma lyga | 12.        | [ 3 ]          |
| 2014 | 2.       | Pirma lyga | 12.        | [ 4 ]          |
| 2015 | 2.       | Pirma lyga | 5.         | [ 5 ]          |
| 2016 | 2.       | Pirma lyga | 2.         | [ 6 ]          |
| 2017 | 2.       | Pirma lyga | 1.         | [ 7 ]          |
| 2018 | 1.       | A lyga     | 7.         | [ 8 ]          |
| 2019 | 1.       | A lyga     | 7.         | [ 9 ]          |